# Cantos de arreo y ordeño

Llanos colombovenezolanos en morado

Los cantos de arreo y ordeño son parte de los que en los llanos de Venezuela y Colombia se denominan cantos de trabajo, los mismos están asociados a una labor específica y sirven para aliviar el pesar causado por el esfuerzo o para facilitar una tarea en específico. Los más grandes representantes de estas expresiones musicales han sido los folcloristas venezolanos Simón Díaz, Reynaldo Armas, Carrao de Palmarito, Soledad Bravo, Cecilia Todd y Lilia Vera. 
Los cantos de arreo y ordeño están relacionados con las labores que los llaneros tienen que desempeñar con el ganado vacuno o trabajo pecuario.
Muchas de las expresiones artísticas de la población venezolana están por desaparecer debido a la mecanización de muchas de las labores que les dieron origen.

## Cantos de arreo

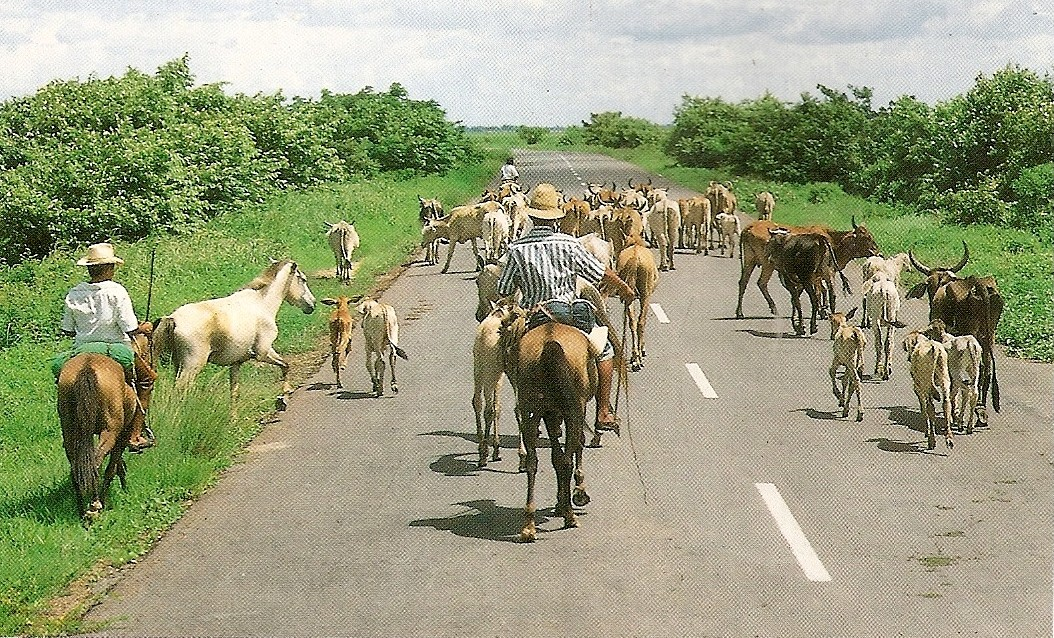
Preparando el ganado para arreo

Cantos de arreo son aquellos que se producen cuando se producen movilización del ganado vacuno a través de la sabana para su sitio de pastoreo o de comercialización. En Venezuela también se les conoce como cantos de cabestrero, aunque en los Llanos suele usarse el término cabrestero, que no es el correcto porque es una palabra derivada de cabeza, donde se coloca el cabestro. Así el peón que conduce al ganado se le denomina Cabestrero y no cabrestero. en cuanto a la utilidad de estos cantos parecen existir diferentes opiniones entre las más comunes se halla: que estos cantos son para aquietar los animales; otra sostienen que aumenta en el ganado la situación de control ejercida sobre ello por el cabestrero; que ayuda mantener unidos a los animales; finalmente puede ser como un estímulo de alivio para el llanero que conduce al ganado en esta dura faena. Luis Felipe Ramón y Rivera se refiere a este tema en la Revista Notas Musicales.
Desde del punto de vista musical los cantos de arreo se caracterizan por gritos y largas notas que en muchas ocasiones adquieren acentos quejumbrosos en lo que se refiere a su movimiento y a un descenso dinámico como melódico Estos son cantos a capela, sin acompañamiento.

## Cantos de ordeño
Cantos de ordeño son aquellos asociados al ordeño de vacas con la finalidad de tranquilizar al animal durante la faena. En tal sentido el canto comienza cuando el ordeñador llama a la vaca por su nombre (en los llanos de Colombia y Venezuela es costumbre dar nombre a las vacas) mediante una estrofa que enfatiza dicho nombre. El animal que se halla en el corral al escuchar su nombre acude a la puerta del corral y le responde con mugidor al llamado del ordeñador.
Desde sentido musical estos cantos son de ritmo libre y están regidos por los acentos del texto. Se utilizan en su interpretación gran variedad de melodías. El peón puede entonar coplas nuevas o adaptar otras ya existentes.

### Ejemplos de cantos de arreo
| 1- “Llamé a la puerta de Engracia y me respondió Teresa; El que no lleva la carga Le parece que no pesa”. “Riqueza, Riqueza Riqueza”, 2- “No puede ser buen patrón Quien no ha sido marinero ; Ni será buen mayordomo El que no ha sío becerrero”, “Tinajero, Tinajero, Tinajero”, 3- “Tiene la sangre liviana Todo aquel que tiene rial, Por la pata eres un loro Por el pico un turpial” , “Turpial, Turpial, Turpial”. | 4- “A mí me gusta ordeñar A la vieja Majestuosa Acérquese y venga acá Para decirle una cosa; Yo no desprecio una piña Por comerme una lechosa”, “Majestuosa, Majestuosa, Majestuosa”, 5- “A mí me dicen pagüeño, Pero yo no soy del Pao, Tengo mi fe de bautismo En San Francisco de Tiznao; Se me quitan los Pesares Cuando yo ordeño a Carrao”, “Carrao, Carrao, Carrao” “Póngase la vieja Carrao” | 6- “Que se quema la sabana, Que se quema el sabanero; En no quemándome yo, Que se queme el mundo entero”. “Tintero, Tintero, Tintero”. |

### Ejemplos de cantos de ordeños
| 1- “Banco Largo no es tan Largo, Ni Apure es tan apurao, Ni el Orinoco es tan ancho Como me lo han ponderao” . “Banco Largo, Banco Largo, Banco Largo” . 2- “Lucero de la mañana Préstame tu claridad Para alumbrarle los pasos A mi amor que se me va”. “Caridad, Caridad, Caridad”. 3- “A las cinco de la mañana, Yo me quito mi sombrero; Deme la mano derecha Pa saludarlo primero”. “Sombrero, Sombrero, Sombrero”. 4- “Yo me llamo como quieran, Pariente de mala gana, Que si me cierran la puerta Me salgo por la ventana”. “Mantuana, Mantuana, Mantuana”. | 5- “Levántate negra esclava, Mira que te coge el día; Quién ha visto negra esclava Durmiendo hasta medio día”. “Negra Esclava, Negra Esclava”. 6- “Una naranja madura Le dijo a la que era verde, El que siembra en tierra ajena Hasta la semilla pierde”. “Berenjena, Berenjena, Berenjena”. 7- “Por debajo corre el agua y por encima la espuma, Así corriera tu fama Pero no tienes ninguna”. “Corre el Agua, Corre el Agua”. 8- “Si fueras a la laguna y no pudieres pasar , Confórmate con que viste A los paticos nadar”. “Pato Real, Pato Real”. | 9- “Suspiro porque me acuerdo, y si no, no suspirara; Quién es aquel que suspira sin acordarse de nada”. “Suspiro, Suspiro, Suspiro”. 10- “Lucero de la mañana, De la mañana lucero; Como te vas y me dejas Siendo yo tu compañero”. “Lucero, Lucero, Lucero”. 11- Al que tiene pan de trigo No se le niega una hogaza, Porque de continuo tiene El amasijo en su casa”. “Hogaza, Hogaza, Hogaza”. 12- “El que bebe agua en tapara y se casa en tierra ajena, No sabe si el agua es clara, Ni si la mujer es buena. “Yerba Buena, Yerba Buena”. |

Tomado de la obra de Fernando Calzadilla Valdés Por los Llanos de Apure.